# Alisa Burras
Alisa Marzatte Burras (ur. 23 czerwca 1975 w Chicago) – amerykańska koszykarka występująca na pozycji środkowej.

## Osiągnięcia
Na podstawie, o ile nie zaznaczono inaczej.
NJCAA
- Mistrzyni regionu II NJCAA (1995)
- MVP regionu II NJCAA (1996)
- Zaliczona do I składu Kodak All-American (1996)
- Liderka wszech czasów drużyny Lady Lion w liczbie zdobytych:
  - punktów (1481)
  - zbiórek (534)
  - bloków (121)

NCAA
- Wicemistrzyni NCAA (1998)
- Uczestniczka rozgrywek Sweet 16 turnieju NCAA (1997, 1998)
- Mistrzyni:
  - turnieju konferencji Sun Belt (1997, 1998)
  - sezonu regularnego konferencji Sun Belt (1997, 1998)
- Zaliczona do:
  - I składu:
    - All-American (1998 przez USBWA)
    - Sun Belt (1998)

  - II składu All-American (1998 przez Associated Press)
  - składu honorable mention Kodak All-American (1998)
  - Galerii Sław Sportu Arkansas–Fort Smith (1996)

WNBA
- Liderka WNBA w skuteczności rzutów z gry (2011)